# Syneches macrochaetosus
Syneches macrochaetosus är en tvåvingeart som beskrevs av Wilder 1974. Syneches macrochaetosus ingår i släktet Syneches och familjen puckeldansflugor.
Artens utbredningsområde är Puerto Rico. Inga underarter finns listade i Catalogue of Life.